# Základní škola Dany a Emila Zátopkových
Základní škola Dany a Emila Zátopkových sídlí v Jablunkovské ulici v Třinci. Výuka je zaměřena na sport, speciální vzdělávací potřeby, informační technologie a jazyky.

## Historie
První dva pavilony školy byly slavnostně otevřeny 1. září 1960, zbývající třetí pavilon a tím i celá škola byly zprovozněny 1. září 1961. V roce 2001 tudíž škola oslavila 40 let svého trvání. V průběhu let doznala úpravy, které si vyžádal provoz. Mezi podstatné stavební změny patří např. výstavba montované haly.
Mezníkem v profilaci školy byl rok 1968. Vedení tehdejšího prvoligového oddílu atletiky využilo nového trendu ministerstva školství - podpořit vrcholový sport vznikem sportovních tříd - a přihlásilo se mezi prvními školami v republice s žádostí o udělení statutu ST. Tři roky byly třídy pouze experimentální a konečně v roce 1973 byl škole udělen statut sportovních tříd se zaměřením na atletiku.
V roce 1983 přibyly sportovní třídy se zaměřením na kopanou. Od roku 1990 byla činnost ST celostátně utlumena, ale škola díky podpoře tělovýchovy a Městského úřadu v Třinci svou činnost prakticky nepřerušila.
Rozhodnutím MŠMT z roku 1999 obdržela škola opět statut sportovních tříd.

## Prostory školy
Současný areál školy tvoří tři pavilony, přístavba s jídelnou a školní družinou, dvě tělocvičny a moderní tartanová dráha s fotbalovým hřištěm z umělé trávy.

## Oficiální název a adresa
Základní škola Dany a Emila Zátopkových, příspěvková org., Třinec, Jablunkovská 501, 73961 Třinec. Zřizovatelem školy je město Třinec.